# Stazione di Barga-Gallicano
La stazione di Barga-Gallicano è una fermata ferroviaria posta sulla ferrovia Lucca-Aulla. Serve i centri abitati di Barga e Gallicano.

## Storia
Giovanni Pascoli fu tra quelli che vollero la strada provinciale 40, che ha il suo percorso presso l'impianto.
Nel 2002 la fermata risultava impresenziata insieme ad altri 25 impianti situati sulla linea.

## Strutture e impianti
L'impianto dispone di un fabbricato viaggiatori, di un edificio per i servizi igienici e di una banchina che serve l'unico binario in esercizio. La fermata disponeva di uno scalo merci di cui il magazzino è stato convertito in una piccola chiesa e vi è stato costruito anche un campanile; il piano caricatore è stato riconvertito in parcheggio e il tronchino è stato smantellato.
In passato possedeva di un primo binario servito da una banchina, poi dismesso e dalla sua sede ferroviaria è stato ricavato il ricongiungimento tra le due banchine.

## Movimento
La fermata è servita dalle relazioni regionali Trenitalia svolte nell'ambito del contratto di servizio stipulato con la Regione Toscana denominato anche "Memorario".

## Servizi
La fermata dispone di:
- Biglietteria automatica
- Sala d'attesa
- Servizi igienici
- Ufficio informazioni turistiche
- Ufficio postale

## Interscambi
La fermata permette i seguenti interscambi:
- Fermata autobus

## Galleria d'immagini

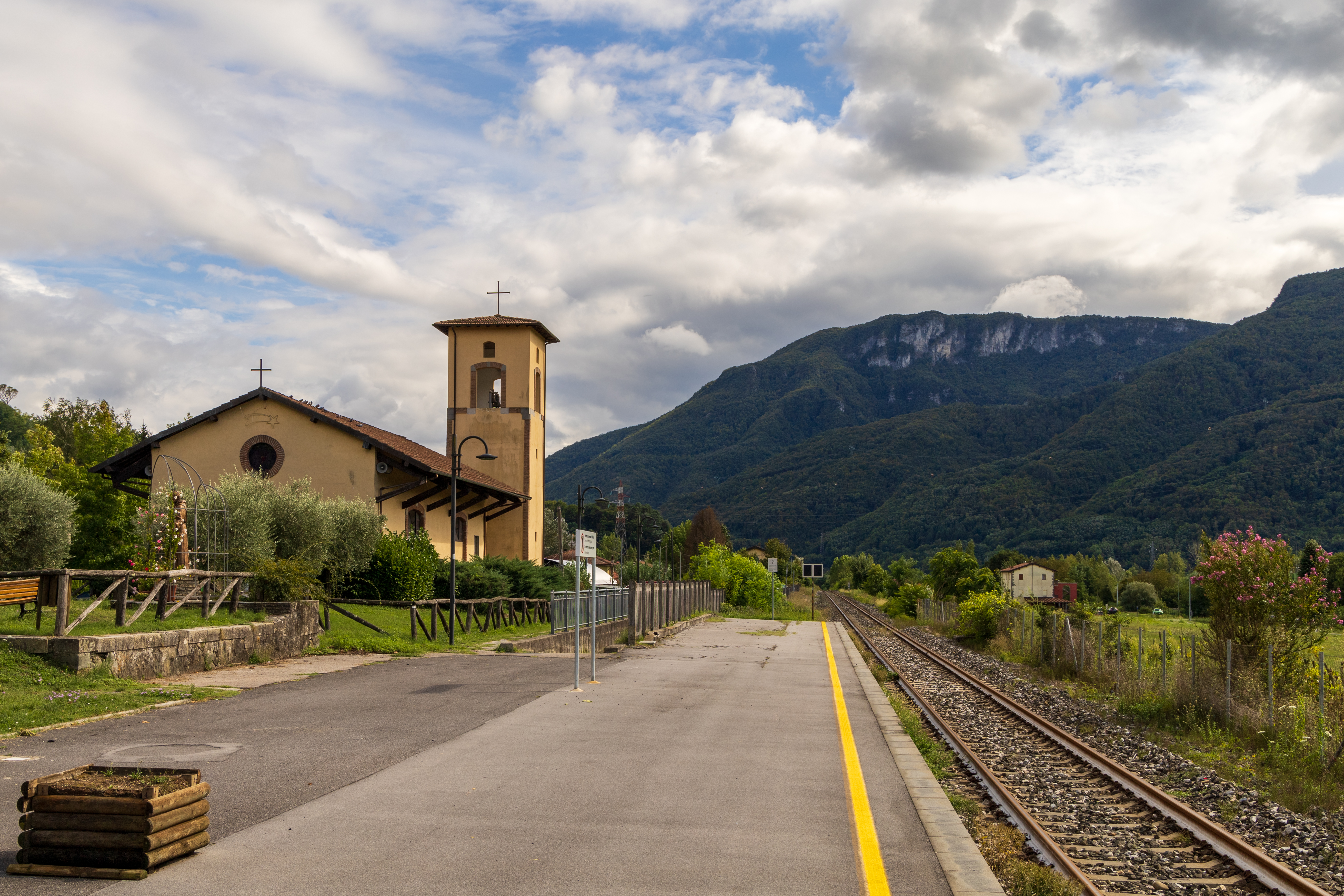
Chiesa di Mologno, l'ex magazzino merci
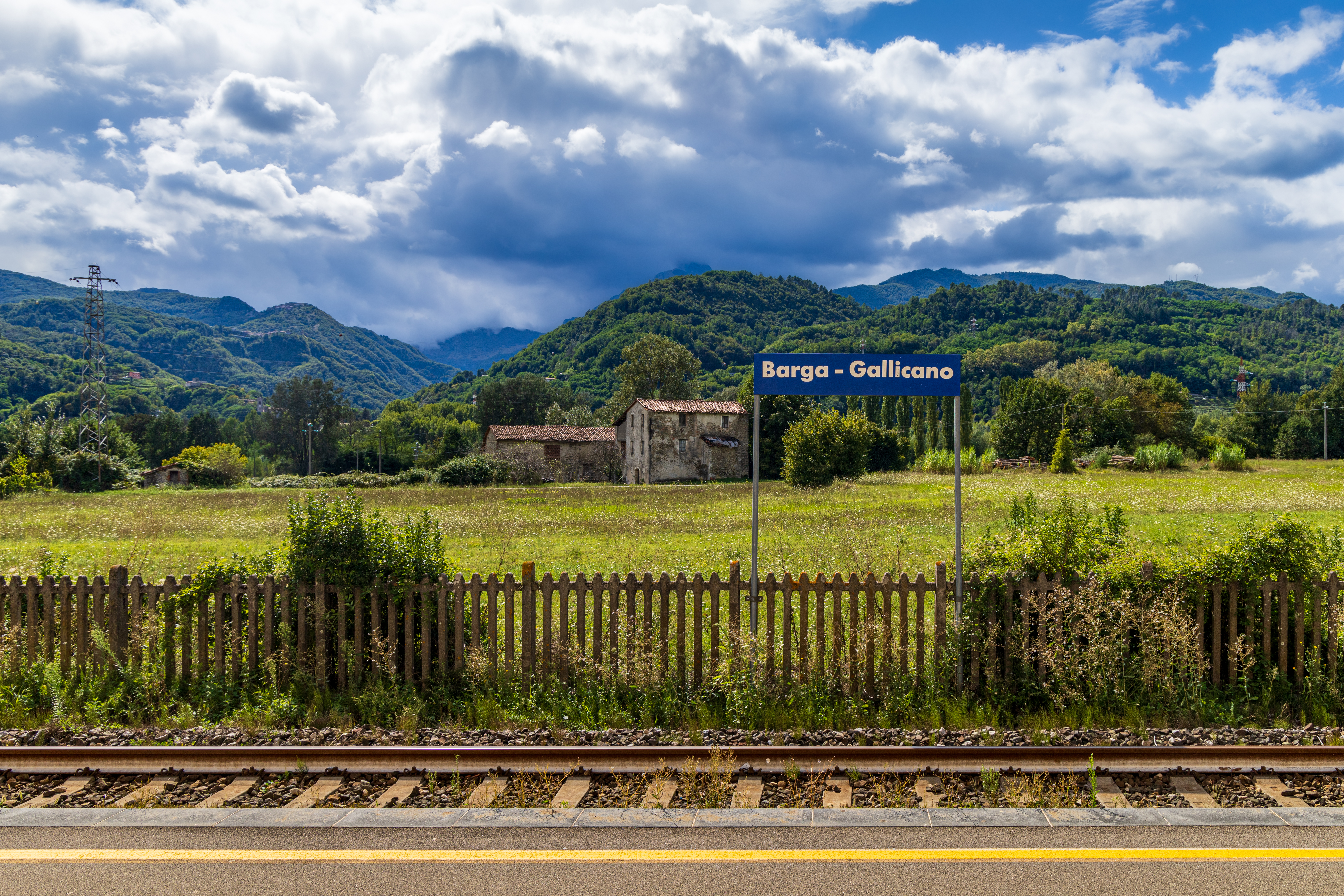
Segnaletica indicatrice della fermata
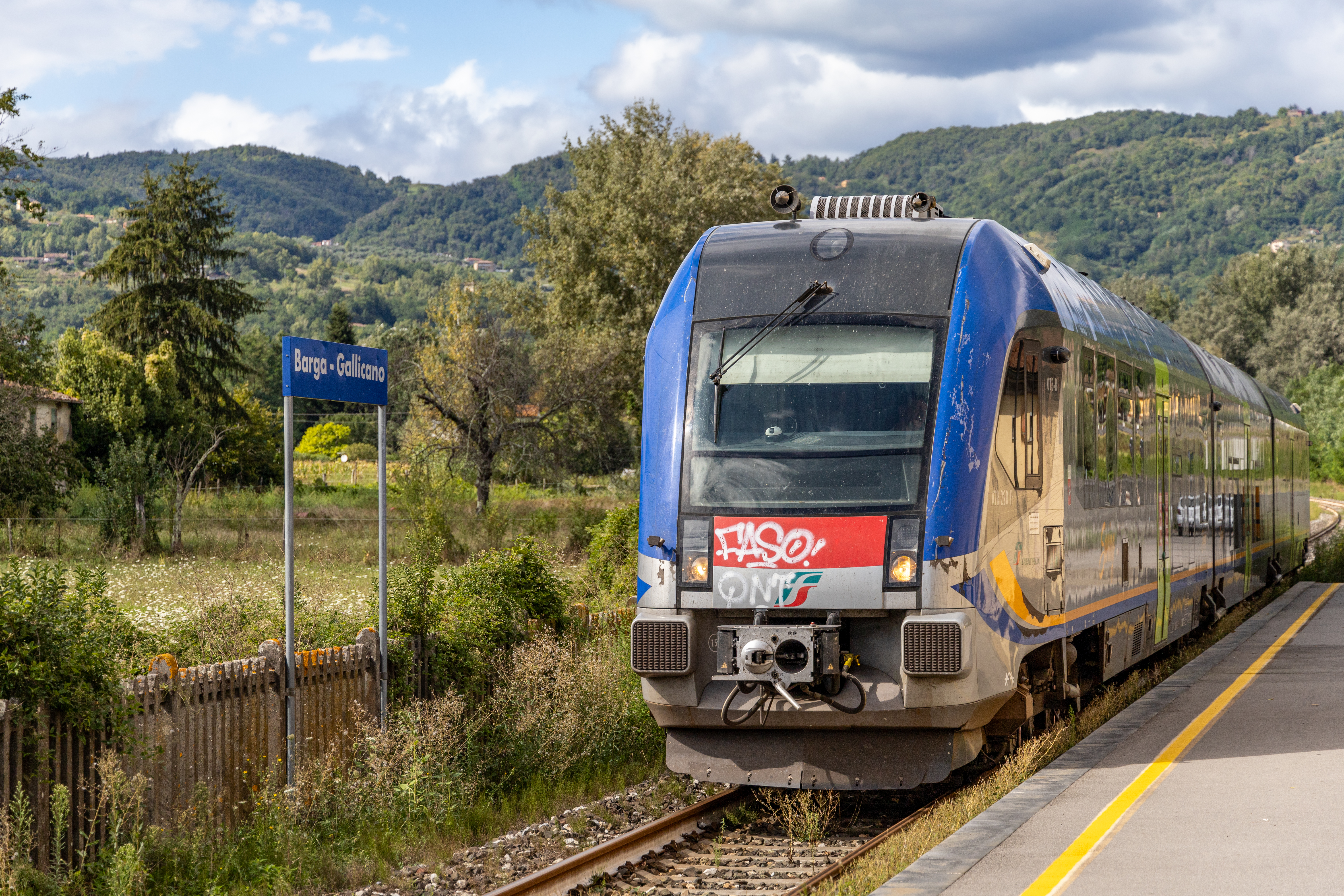
ATR 220 in arrivo
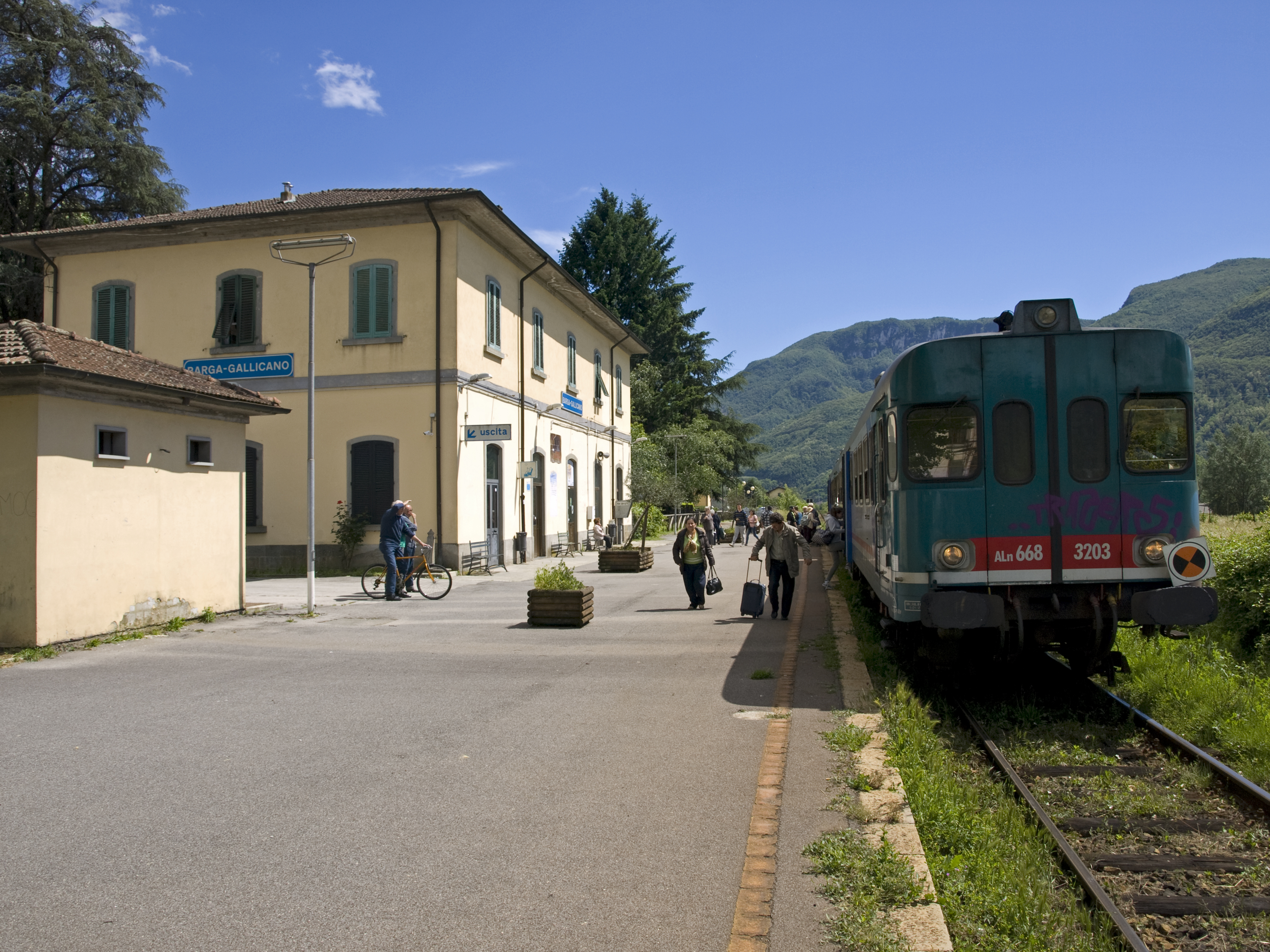
La fermata con un ALn 668 serie 3100 in sosta
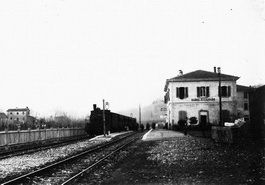
Foto storica dell'impianto con un convoglio a vapore sull'allora secondo binario